# 吉列尔莫·奥尔蒂斯
吉列尔莫·奥尔蒂斯·卡马戈（西班牙語：Guillermo Ortiz Camargo，1939年6月25日—2009年12月17日），墨西哥男子足球运动员，司职前锋。他曾代表墨西哥国家队参加1962年国际足联世界杯，结果队伍止步小组赛阶段。